# Jimmy Dan Conner
Jimmy Dan Conner (Lawrenceburg, 20 marzo 1953) è un ex cestista statunitense, professionista nella ABA.

## Carriera
Dopo aver giocato nella Anderson County High School e per quattro anni nella University of Kentucky, ha fatto parte per una stagione del roster dei Kentucky Colonels, squadra della ABA.